# Paul René Gauguin
Paul René Gauguin, född den 27 januari 1911 i Köpenhamn, död den 14 februari 1976 i Spanien, var en norsk målare och grafiker, som var ledande i utvecklingen av den norska konsten vilken blivit känd som den norska färgträsnittskolan. Han var särskilt känd för sina fabeldjur. 

## Biografi
Gauguin flyttade med sin familj till Provence 1924, och senare till Rouen där han tog sin examen på det norska Lycée Pierre Corneille 1930. Han blev åren 1930 – 35 fiskare på Mallorca och Ibiza, där han lärde träsnitt. Tillsammans med Jacob Brinchmann och Leif Borthen bodde han i Erling Winsnes backstuga i Alcúdia. Även om han gjorde sin debut på hösten utställningen 1936, han tidningsjournalist i Spanien 1938, och påbörjade sitt verk Barcelona som avslutades 1942.  
Våren 1947 ställde han tillsammans med Frithjof Tidemann-Johannessen ut på Galleri Per i Oslo, och denna utställning samt illustrationerna till Inger Hagerups Strange år 1950, bidrog till att hans namn blev känt för den norska allmänheten.
Under perioden 1939-1945 skapade han teaterdekorationer för unga Trøndelag Teater, som han senare också gjorde för National Theatre 1951. När han hade varit i Grekland under 1955, började han med emalj- och järnskulpturer, och på 60-talet med skulpturer av järnskrot.
Paul René Gauguin var son till målaren Pola Gauguin och sonson till den franske impressionisten Paul Gauguin. Han flyttade tillbaka till Danmark, men dog i Spanien 1976, samtidigt som målaren Georg Jacobsen. 
Hans första separatutställning i Norge genomfördes av Martha 1981 då 107 objekt visades på Nasjonalmuseet, där det 2003 fanns över 250 av Gauguins verk upphängda. Samma år, blev 70 verk utauktionerade av Vera Olson på Galleri Vera till förmån för ett sjukhus i Irak.
Han var gift tre gånger. Första gången från 1934 med Emmy Paasche Aasen, andra gången från 1941 med skådespelaren Bonne Gauguin och tredje gången från 1951 med Martha Poulsen. 
Gauguin finns representerad vid Moderna museet i Stockholm och Örebro läns landsting.